# Campeonato Uruguaio de Futebol de 2025 – Terceira Divisão
A Primera Divisional C de 2025 é a 109.ª edição da competição correspondente à terceira divisão do futebol uruguaio organizado pela Associação Uruguaia de Futebol (AUF). A temporada começou em 31 de maio de 2025 e conta com a participação de 27 clubes. A temporada está dividida em duas fases principais — Torneo Apertura e Torneo Clausura — além de uma Tabela Anual, que soma os pontos das duas fases para definir o campeão e os promovidos à Segunda Divisão de 2026.

## Regulamento

### Sistema de disputa
A edição de 2025 da terceira divisão contará com a participação de 27 equipes e será disputada nos formatos Apertura e Clausura. Ambos contarão com duas fases, uma classificatória (ou regular) no sistema de pontos corridos e uma fase final (ou "mata-mata") no sistema eliminatório. O Torneio Apertura, as equipes serão divididas em três grupos (A, B e C) de nove times cada, que se enfrentarão em turno único. Classificar-se-ão para o Torneio Clausura os quatro primeiros colocados de cada grupo, além dos dois melhores quintos colocados. O campeão do Torneio Apertura será definido em um "mata-mata", com semifinal e final, envolvendo os três primeiros colocados de cada grupo mais o melhor segundo colocado. O mando de campo será do time melhor posicionado na classificação geral (também conhecida como tabela anual). Já o Torneio Clausura será disputado em dois grupos (1 e 2) de sete equipes, também em turno único, com os líderes de cada grupo decidindo entre si o campeão do Clausura, em jogo único.

### Critérios de acesso
O primeiro acesso para a Segunda Divisão Profissional será concedido ao time melhor colocado na classificação geral ao término do Torneio Clausura, que também será declarado campeão da temporada de 2025.
Quanto ao segundo acesso, são possíveis os seguintes cenários:
- Se o campeão da temporada conquistar tanto o Apertura quanto o Clausura, o segundo acesso será concedido ao time que terminar em segundo lugar na classificação geral.
- Se o campeão da temporada não conquistar nem o Apertura nem o Clausura, o segundo acesso será definido em uma partida final entre os vencedores desses dois torneios.
- Se o campeão da temporada conquistar apenas um dos torneios (Apertura ou Clausura), o segundo acesso será decidido da seguinte forma:
  - Se os times envolvidos forem diferentes, haverá uma final entre o campeão do torneio não consquistado pelo campeão da temporada e o segundo colocado da classificação geral. Essa partida será única, em campo neutro. Caso termine empatada após os 90 minutos, o jogo terá prorrogação de 30 minutos (dois tempos de 15 minutos). Se persistir o empate, a decisão será nos pênaltis.
  - Caso o mesmo time seja campeão da temporada e vencedor de um dos torneios, não haverá jogo adicional, e essa equipe garantirá o segundo acesso.

## Torneio Apertura
| Equipes               | Pts | V | SG  | GP |
| --------------------- | --- | - | --- | -- |
| Bella Vista           | 18  | 6 | 30  | 35 |
| Durazno               | 18  | 6 | 18  | 25 |
| Deutscher             | 15  | 5 | 11  | 21 |
| Terremoto             | 14  | 4 | 10  | 16 |
| Huracán Buceo         | 13  | 4 | 9   | 13 |
| Potencia              | 13  | 4 | 1   | 15 |
| Sportivo Bella Italia | 7   | 2 | 2   | 14 |
| Salto FC              | 7   | 2 | −7  | 7  |
| Parque del Plata      | 0   | 0 | −74 | 0  |

| Equipes        | Pts | V | SG  | GP |
| -------------- | --- | - | --- | -- |
| Paysandú FC    | 20  | 6 | 9   | 12 |
| Villa Española | 17  | 5 | 2   | 7  |
| Villa Teresa   | 14  | 4 | 5   | 10 |
| Platense       | 12  | 4 | −1  | 8  |
| Salus          | 11  | 3 | 1   | 9  |
| Lito           | 10  | 3 | 1   | 8  |
| Mar de Fondo   | 9   | 3 | 0   | 7  |
| Canadian       | 5   | 1 | −7  | 2  |
| Rocha          | 4   | 1 | −10 | 6  |

| Equipes            | Pts | V | SG  | GP |
| ------------------ | --- | - | --- | -- |
| Deportivo Italiano | 20  | 6 | 19  | 20 |
| Frontera Rivera    | 16  | 4 | 13  | 15 |
| Huracán            | 16  | 5 | 8   | 12 |
| Deportivo Colonia  | 13  | 3 | 2   | 5  |
| Cooper             | 12  | 3 | 0   | 6  |
| Basañez            | 10  | 3 | −2  | 10 |
| Sud América        | 6   | 1 | −4  | 6  |
| Los Halcones       | 3   | 1 | −13 | 4  |
| Alto Perú          | 2   | 0 | −23 | 0  |

|  | 0Classificado para a fase final e para o Torneio Clausura. |
|  | 0Classificado para o Torneio Clausura.                     |
|  | 0Eliminados da competição.                                 |

| Fonte: AUF (em castelhano) |

### Fase final doTorneo Apertura
| 3 de agosto S1 | Paysandú | 2 ― 0 | Bella Vista | Parque Artigas, Paysandú |  |
|                |          |       |             |                          |  |

| 3 de agosto S2 | Deportivo Italiano | 0 ― 1 | Durazno | Parque Palermo, Montevidéu |  |
|                |                    |       |         |                            |  |

| 10 de agosto ― | Paysandú | ― | Durazno | Parque Artigas, Paysandú |  |
|                |          |   |         |                          |  |

## Torneio Clausura

### Classificação doClausura
| Equipes            | Pts | J | V | E | D | GP | GC | SG |
| ------------------ | --- | - | - | - | - | -- | -- | -- |
| Bella Vista        | 0   | 0 | 0 | 0 | 0 | 0  | 0  | 0  |
| Cooper             | 0   | 0 | 0 | 0 | 0 | 0  | 0  | 0  |
| Deportivo Colonia  | 0   | 0 | 0 | 0 | 0 | 0  | 0  | 0  |
| Deportivo Italiano | 0   | 0 | 0 | 0 | 0 | 0  | 0  | 0  |
| Huracán            | 0   | 0 | 0 | 0 | 0 | 0  | 0  | 0  |
| Villa Española     | 0   | 0 | 0 | 0 | 0 | 0  | 0  | 0  |
| Villa Teresa       | 0   | 0 | 0 | 0 | 0 | 0  | 0  | 0  |

| Equipes                   | Pts | J | V | E | D | GP | GC | SG |
| ------------------------- | --- | - | - | - | - | -- | -- | -- |
| Deutscher                 | 0   | 0 | 0 | 0 | 0 | 0  | 0  | 0  |
| Durazno                   | 0   | 0 | 0 | 0 | 0 | 0  | 0  | 0  |
| Frontera Rivera Renegades | 0   | 0 | 0 | 0 | 0 | 0  | 0  | 0  |
| Huracán Buceo             | 0   | 0 | 0 | 0 | 0 | 0  | 0  | 0  |
| Paysandú                  | 0   | 0 | 0 | 0 | 0 | 0  | 0  | 0  |
| Platense                  | 0   | 0 | 0 | 0 | 0 | 0  | 0  | 0  |
| Terremoto                 | 0   | 0 | 0 | 0 | 0 | 0  | 0  | 0  |

|  | 0Classificado para a final pelo título do Torneio Clausura. |

| Fonte: AUF (em castelhano) |

### Fase final doTorneo Clausura
| \| ― \| 1º colocado do Grupo 1 \| ― \| 1º colocado do Grupo 2 \| \| \| \| \| \| \| \| \| \| |                        |   |                        |  |  |
| ―                                                                                           | 1º colocado do Grupo 1 | ― | 1º colocado do Grupo 2 |  |  |
|                                                                                             |                        |   |                        |  |  |

## Classificação Anual
- Atualizado até os jogos disputados em 27 de julho de 2025.

| Pos | Equipes                   | Pts | J | V | E | D | GP | GC | SG  | Classificação                      |
| --- | ------------------------- | --- | - | - | - | - | -- | -- | --- | ---------------------------------- |
| 1   | Deportivo Italiano        | 20  | 8 | 6 | 2 | 0 | 20 | 1  | 19  | Campeão. Acesso à Segunda Divisão. |
| 2   | Paysandú FC               | 20  | 8 | 6 | 2 | 0 | 12 | 3  | 9   | Promovido à Segunda Divisão.       |
| 3   | Bella Vista               | 18  | 8 | 6 | 0 | 2 | 35 | 5  | 30  | Mantêm-se na divisão.              |
| 4   | Durazno                   | 18  | 8 | 6 | 0 | 2 | 25 | 7  | 18  | Mantêm-se na divisão.              |
| 5   | Villa Española            | 17  | 8 | 5 | 2 | 1 | 7  | 5  | 2   | Mantêm-se na divisão.              |
| 6   | Frontera Rivera Renegades | 16  | 8 | 4 | 4 | 0 | 15 | 2  | 13  | Mantêm-se na divisão.              |
| 7   | Huracán                   | 16  | 8 | 5 | 1 | 2 | 12 | 4  | 8   | Mantêm-se na divisão.              |
| 8   | Deutscher                 | 15  | 8 | 5 | 0 | 3 | 21 | 10 | 11  | Mantêm-se na divisão.              |
| 9   | Terremoto                 | 14  | 8 | 4 | 2 | 2 | 16 | 6  | 10  | Mantêm-se na divisão.              |
| 10  | Villa Teresa              | 14  | 8 | 4 | 2 | 2 | 10 | 5  | 5   | Mantêm-se na divisão.              |
| 11  | Huracán Buceo             | 13  | 8 | 4 | 1 | 3 | 13 | 4  | 9   | Mantêm-se na divisão.              |
| 12  | Deportivo Colonia         | 13  | 8 | 3 | 4 | 1 | 5  | 3  | 2   | Mantêm-se na divisão.              |
| 13  | Potencia                  | 13  | 8 | 4 | 1 | 3 | 15 | 14 | 1   | Mantêm-se na divisão.              |
| 14  | Cooper                    | 12  | 8 | 3 | 3 | 2 | 6  | 6  | 0   | Mantêm-se na divisão.              |
| 15  | Platense                  | 12  | 8 | 4 | 0 | 4 | 8  | 9  | −1  | Mantêm-se na divisão.              |
| 16  | Salus                     | 11  | 8 | 3 | 2 | 3 | 9  | 8  | 1   | Mantêm-se na divisão.              |
| 17  | Lito                      | 10  | 8 | 3 | 1 | 4 | 8  | 7  | 1   | Mantêm-se na divisão.              |
| 18  | Basañez                   | 10  | 8 | 3 | 1 | 4 | 10 | 12 | −2  | Mantêm-se na divisão.              |
| 19  | Mar de Fondo              | 9   | 8 | 3 | 0 | 5 | 7  | 7  | 0   | Mantêm-se na divisão.              |
| 20  | Sportivo Bella Italia     | 7   | 8 | 2 | 1 | 5 | 14 | 12 | 2   | Mantêm-se na divisão.              |
| 21  | Salto FC                  | 7   | 8 | 2 | 1 | 5 | 7  | 14 | −7  | Mantêm-se na divisão.              |
| 22  | Sud América               | 6   | 8 | 1 | 3 | 4 | 6  | 10 | −4  | Mantêm-se na divisão.              |
| 23  | Canadian                  | 5   | 8 | 1 | 2 | 5 | 2  | 9  | −7  | Mantêm-se na divisão.              |
| 24  | Rocha                     | 4   | 8 | 1 | 1 | 6 | 6  | 16 | −10 | Mantêm-se na divisão.              |
| 25  | Los Halcones              | 3   | 8 | 1 | 0 | 7 | 4  | 17 | −13 | Mantêm-se na divisão.              |
| 26  | Alto Perú                 | 2   | 8 | 0 | 2 | 6 | 0  | 23 | −23 | Mantêm-se na divisão.              |
| 27  | Parque del Plata          | 0   | 8 | 0 | 0 | 8 | 0  | 74 | −74 | Mantêm-se na divisão.              |

| Fonte: AUF (em castelhano) |

## Premiação
- Campeão: (a definir)
- Vice-campeão: (a definir)
- Clubes promovidos à Segunda Divisão: (a definir)
- Artilheiro: (a definir)
- Melhor jogador: (a definir)